# Universidad Veracruzana
Die Universidad Veracruzana (UV) ist eine 1944 gegründete, öffentliche Universität im mexikanischen Bundesstaat Veracruz, die zu den größten Hochschulen Mexikos zählt.
Der Hauptsitz und viele Institutionen liegen in Xalapa, der Hauptstadt des Bundesstaates Veracruz. Weitere Institutionen existieren in Veracruz, Boca del Río, Orizaba, Córdoba, Río Blanco, Amatlán, Nogales, Camerino Z. Mendoza, Poza Rica, Tuxpan, Minatitlán, Coatzacoalcos und Acayucan.

## Fußballmannschaften
Als 1967 in Mexiko mit der Tercera División erstmals eine landesweite dritte Liga gegründet wird, schickt auch die Universidad Veracruzana eine Mannschaft ins Rennen. 1970 gelingt dem Team aus Veracruz der Aufstieg in die zweitklassige Segunda División. Sie kann dem Abstieg 1971 nur knapp entgehen, der die Universitätsmannschaft 1972 dann doch ereilt.
Als der 1974 in die zweite Liga aufgestiegene Ortsrivale Iberia de Córdoba in finanzielle Schwierigkeiten gerät, geht er eine Kooperation mit der Universidad Veracruzana ein und benennt sich um in Universidad Veracruzana de Córdoba. Unter diesem Namen tritt die Mannschaft in den Spielzeiten 1977/78 und 1978/79 an. 1979 folgt der Umzug von Córdoba in die Landeshauptstadt Xalapa, wo die Mannschaft in den nächsten beiden Spielzeiten unter der Bezeichnung Universidad Veracruzana de Xalapa spielt. Nach der Saison 1980/81 veräußert die Universität die Zweitligalizenz an ein neues Franchise mit der Bezeichnung Brujas in Coatzacoalcos, wo zuvor in den Spielzeiten 1978/79 und 1979/80 eine weitere Mannschaft der Universidad Veracruzana unter der Bezeichnung Universidad Veracruzana de Coatzacoalcos in der zweiten Liga vertreten war.
Die Mannschaft der Universidad Veracruzana de Xalapa zieht sich nach dem Lizenzverkauf in die drittklassige Tercera División zurück und qualifiziert sich im Sommer 1982 für die Teilnahme an der neu kreierten  Segunda División 'B', die in den nächsten zwölf Jahren den Rang einer dritten Liga einnimmt und die Tercera División fortan in die Viertklassigkeit verbannt. Dort spielt die Mannschaft der U.V. de Xalapa bis zum zehnten Spieltag der Saison 1984/85 und veräußert dann ihre Lizenz aufgrund erheblicher finanzieller Probleme an die Gallos Satélite.